# 1596 Itzigsohn
1596 Itzigsohn је астероид главног астероидног појаса. Приближан пречник астероида је 49,64 ,
а средња удаљеност астероида од Сунца износи 2,891 астрономских јединица (АЈ).
Инклинација (нагиб) орбите у односу на раван еклиптике је 13,285 степени, а орбитални период износи 1796,155 дана (4,917 године). Ексцентрицитет орбите астероида износи 0,127.
Апсолутна магнитуда астероида износи 10,40 а геометријски албедо 0,049.
Астероид је откривен . 1949. године.